# Malmö mellersta kontrakt
Malmö mellersta kontrakt var ett kontrakt i Lunds stift inom Svenska kyrkan. Kontraktet upphörde 31 december 2000 då de ingående församlingarna övergick till Malmö Norra kontrakt.
Kontraktkoden var 0723.

## Administrativ historik
Kontraktet bildades 1997 av delar ur Malmö kontrakt med
- Malmö S:t Petri församling
- Malmö S:t Pauli församling
- Malmö S:t Johannes församling
- Möllevångens församling
- Eriksfälts församling
- Sofielunds församling